# 迷霧驚魂 (小說)
《迷霧驚魂 》（英語：The Mist）是一部由史蒂芬·金於1980年在《黑暗勢力》上所連載的中篇小說，並於1985年收錄在短篇小說集《史蒂芬·金的故事販賣機》內。2007年由多次與金合作的法蘭·達拉本特改編成同名電影，由湯瑪斯·傑恩、納桑·蓋博及瑪西亞·蓋·哈登等主演。

## 故事簡介
大衛一家所住的城鎮受到暴風雨吹襲，電力中斷，道路交通受阻，大衛只好和兒子比利到鎮上的超市購買日用品等待救援。在超市購物時，整間超市被大霧包圍，有人嘗試直接突破大霧離開，最終只聽到離開的人的慘叫聲。留在超市的人亂成一團，大衛和超市經理協助分派食物及築起防衛。後來有人試圖打開後門時，即時有八爪魚般的觸手入侵，造成人命傷亡。面對怪物來襲，眾人更不知如何是好，有人自組救援團稱一定要離開，有人稱天譴來臨。經歷了眾多危機後，大衛和比利終於回到車內，他們駕車回家，發現已經無人存在，他們最後繼續上路，尋找生還者的線索。